# Trancoso (Brazylia)

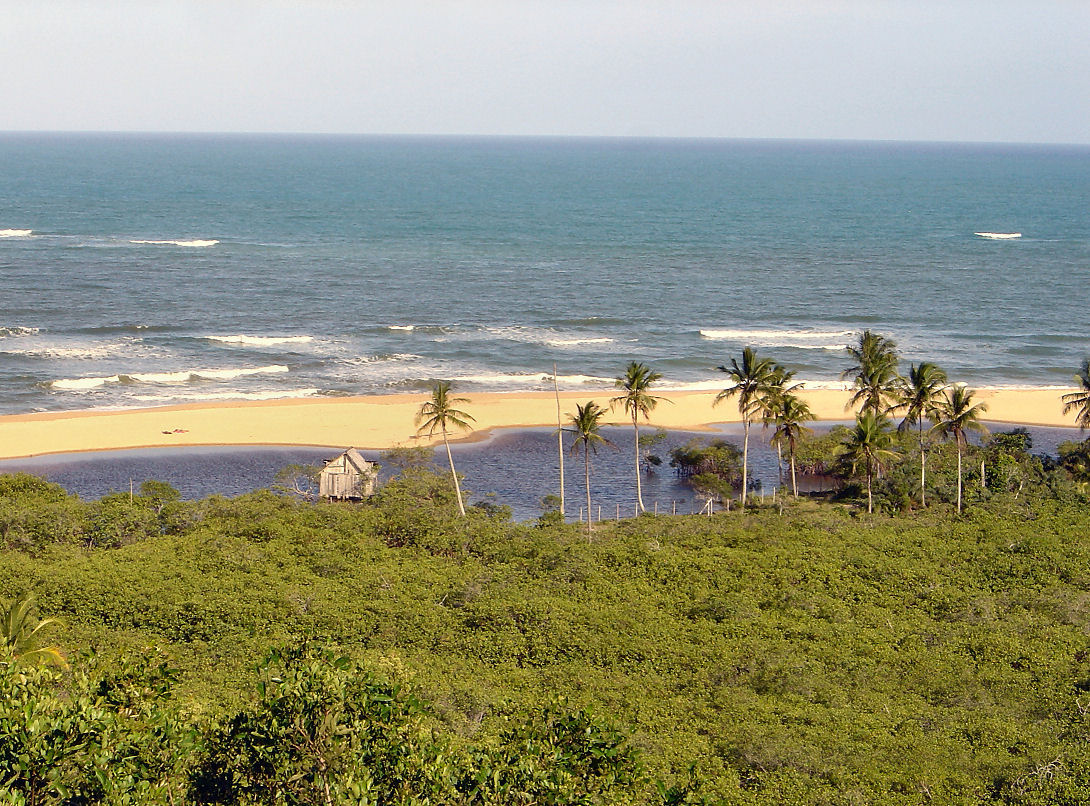
Widok na plażę

Trancoso – niewielka miejscowość w gminie Porto Seguro w stanie Bahia w Brazylii. 
Miejsce przybycia portugalskiego odkrywcy, Pedro Alvares Cabrala do Brazylii 21 kwietnia 1500. Miasto zostało założone przez księży jezuitów w 1583.
Obecnie miejscowość turystyczna z bardzo czystymi plażami.